# Aishiteru (chanson de Yuki Uchida)
Pour les articles homonymes, voir Aishiteru.
Singles de Yuki Uchida
Ever & Ever
(1996) Da.i.su.ki.
(1997)
 Aishiteru (「アイシテル」, entre guillemets)  est le septième single de Yuki Uchida, sorti le 21 février 1997 au Japon sur le label King Records, sept mois après son précédent single Ever & Ever. Il atteint la 23e place du classement Oricon, et reste classé pendant sept semaines, se vendant à 95 000 exemplaires durant cette période ; c'est son premier single à ne pas se classer dans le top 10.
La chanson-titre, composée par Kaori Okui sur des paroles de Kanako Nakayama, toutes deux ex-membres du groupe Princess Princess, figurera sur la compilation des singles d'Uchida Present qui sort en fin d'année, puis sur la compilation Uchida Yuki Perfect Best de 2010. La chanson en face B, November, est également composée par Kaori Okui, sur des paroles de Yuki Uchida.

## Liste des titres
1. Aishiteru (「アイシテル」?)
2. November (november?)
3. Aishiteru (Instrumental) (「アイシテル」...?)